# Murzim
Murzim, auch Mirza oder Mirzam, ist die Bezeichnung des Sterns Beta Canis Maioris. Der traditionelle arabische Name lautet مرزم ‚Herold, Vorbote‘, und bezieht sich vermutlich auf seine Position, da er der Vorbote von Sirius ist, d. h. vor ihm aufgeht und ihn, den hellsten Stern am Nachthimmel, ankündigt.
Murzim ist ein blauer Riese (Spektraltyp B1II-III), dessen Helligkeit mit einer Periode von 6 Stunden zwischen +1,95 mag und +2,00 mag schwankt (Typ Beta Cephei).
Er ist ca. 500 Lichtjahre von der Erde entfernt (Hipparcos-Datenbank).
Im Alten Ägypten gehörte Murzim als Nebenstern zum altägyptischen Sternbild Sopdet.
Die IAU Working Group on Star Names (WGSN) hat am 20. Juli 2016 den Eigennamen Mirzam als standardisierten Eigennamen für diesen Stern festgelegt.